# Poljusko polje
A Poljusko polje (oroszul: Полюшко-поле), magyar változatának címén Vár ránk a síkság egy orosz dal. A dallamot és szöveget 1933-ban Lev Knyipper és Viktor Guszev írta. A dal része volt a Költemény egy komszomol-katonáról (Поэма о бойце-комсомольце) című kórusműnek, amelyet 1934-ben írtak.
Nyugaton a dalt The Cossack Patrol (A kozák őrjárat) címen ismerték. Különösen népszerű volt az Ivan Rebroff-féle átdolgozás, de Meadowland, Cavalry of the Steppes és Gone with the Wind címen is készültek feldolgozások.
Ma a Tanz Brüderchen című Hyperactive által készített rave remix ismert több internetes közösségben.
Gyakran feltűnik mobiltelefonok csengőhangjaként. A SilverSpirit zenekar elektro feldolgozásában az erőszakos propaganda nyomását jelképezi.
Michael Palin is előadta a dalt az orosz haditengerészet kórusának kíséretével. Háttérzenéje volt a Számkivetett című filmnek is.
David Markish regényt írt Poljuško-Polje címmel, melyben bemutatta a kolhozok életét. 1956-ban ezen a néven egy mozifilm szintén elkészült. A dal alapot nyújtott a Russian Patrol vagy másik nevén The Red Cavalry March dalnak is, melyet Glenn Miller és Jerry Gray készítettek.
Lev Knyipper, aki 1932-től volt a Vörös Hadsereg művészeti tömegnevelésének vezetője, 1933-ban írta a Poljuskát.

## Kotta és dallam
| Vár ránk a síkság, Végtelen mezőkön szél jár. Búcsúzni kell az otthonunktól, pajtás, Halld, a kürt a harcmezőkre hív már, hej! | Sírnak a lányok, Szél, ne hozz felénk ma jajszót! Zeng harci induló a várainkon, Fegyvert fogunk, vagy gyönyörű zászlót, hej! | Vágtass a szélnek! Szabadságunk most te védd meg! Benned van millióknak jó reménye, Győzelmedben bízik földünk népe, hej! | Vár ránk a síkság, Végtelen mezőkön szél jár, Holnap már győzelemről szól az ének, Békét, szabadságot hoz a népnek, hej! |
| | Másik változatban: Zengj harci indulót ma, bátorítót, Lengesd, lobogtasd a vörös zászlót, hej!                                | | |

## Szövegrészletek oroszul

### Cirill betűs
Полюшко-поле

Музыка(zene): Л. Книппер Слова(szöveg): В. Гусев
Полюшко-поле,

Полюшко, широко поле!

Едут по полю герои,

Эх, да Красной Армии герои

Девушки, гляньте,

Гляньте на дорогу нашу

Вьется дальняя дорога,

Эх, да развеселая дорога

Девушки, гляньте,

Мы врага принять готовы,

Наши кони быстроноги,

Эх, да наши танки быстроходны

В небе за тучей

Грозные следят пилоты.

Быстро плавают подлодки,

Эх, да зорко смотрит Ворошилов

Пусть же в колхозе

Дружная кипит работа,

Мы - дозорные сегодня,

Эх, да мы сегодня часовые

Полюшко-поле,

Полюшко, зелено поле!

Едут по полю герои,

Эх, да Красной Армии герои!

1934

### Latin betűs
Poljuško-polje, poljuško, široko polje,

edut po polju geroj,

eh, da krasnoj armiji geroj.
Devuški plachut,

devuškam sevodnya grustno,

milij nadolgo ujehal,

eh, da milij v armiju ujehal.

## Érdekességek
- A dal felbukkan (említés szintjén) Kondor Vilmos magyar író Budapest novemberben című bűnügyi regényében, azon számok egyikeként, amelyek szerepeltek a regény egyik fő karaktere, az egyik bécsi orosz kabaréban énekesnőként dolgozó fiatal lány repertoárján.
- A dal zenei motívuma felbukkan a Hupikék Törpikék- Mi potyog az égből? részében , pl. 4:38 időpontnál.

## Felvételek
- Lev Knyipper(ru) – Viktor Guszev(en):  Poljuska polje hungarian version. A Magyar Rádió kórusa  YouTube (2012. február 8.)  (Hozzáférés: 2017. január 23.) (audió)
- Lev Knyipper(ru) – Viktor Guszev(en):  Poljuska. A Munkásőrség Központi Férfikara, vezényel Tóth Béla  YouTube (1975. május 2.)  (Hozzáférés: 2017. január 23.) (audió)
- Lev Knyipper(ru) – Viktor Guszev(en):  Poljuska. A Vecsési Zeneiskola harmonika zenekara  YouTube (2012. május 1.)  (Hozzáférés: 2017. január 23.) (videó)
- Lev Knyipper(ru) – Viktor Guszev(en):  Polyushko Polye. A Vörös Hadsereg kórusa  YouTube (2012. február 8.)  (Hozzáférés: 2017. január 23.) (videó) oroszul
- Várady György:  Poljuska. slagermuzeum.network.hu (Hozzáférés: 2017. január 23.) (audió) feldolgozás
- Andre Rieu:  Poliushko Polie. YouTube (2007. május 1.)  (Hozzáférés: 2017. január 23.) (videó) feldolgozás